# Карти от 1 до 10

## Значение
В сравнение с картите като Вале, Дама, Поп, картите с числови стойности рядко имат особено значение в игрите.

## Числови стойности

### Единица
- Използва се изключително рядко. Почти винаги се заменя с Асо.

### Двойка
- При игра на Texas Hold'em чифт двойки често биват наричани „патиците“, тъй като цифрата "2" наподобява форма на плуваща патица.

### Четворка
- При игра на Texas Hold'em чифт четворки често биват наричани „платноходките“, тъй като цифрата "4" наподобява форма на платноходка.

### Петица
- При игра на Texas Hold'em чифт петици често биват наричани speed limit 55 – по името на известния закон в САЩ за ограничаване скоростта по пътищата до 55 мили в час.

### Шестица
- При игра на Texas Hold'em чифт шестици често биват наричани route 66 – по едноименния маршрут в САЩ.

### Седмица
- При игра на Texas Hold'em чифт седмици често биват наричани hockey sticks – наподобяващи формата на стикове за хокей.

### Осмица
- При игра на Texas Hold'em чифт осмици често биват наричани „снежните човеци“, тъй като цифрата "8" наподобява снежен човек.

### Деветка
- При играта сантасе деветка носи 0 точки, а при играта бридж-белот носи 0 или 14 точки в зависимост дали е коз или без коз.

### Десетка
- При игра на бридж-белот десетката запазва стойността си при всяка една (без)козовна обява.